# 莫尔韦诺
莫尔韦诺（義大利語：Molveno），是意大利特伦托自治省的一个市镇。总面积35平方公里，人口1128人，人口密度32.2人/平方公里（2009年）。ISTAT代码为022120。